# Alexis Delaunay
Pour les articles homonymes, voir Delaunay.
Alexis Delaunay est un homme politique français né le 22 janvier 1838 à Campneuseville (Seine-Maritime) et décédé le 18 mai 1915 à Paris 8e.
Notaire à Formerie, il est maire de la commune en 1878 et conseiller général en 1883. Il est député de l'Oise de 1889 à 1893, siégeant comme républicain.

## Sources
- « Alexis Delaunay », dans le Dictionnaire des parlementaires français (1889-1940), sous la direction de Jean Jolly, PUF, 1960 [détail de l’édition]